# Петропавлівська волость (Слов'яносербський повіт)
Петропавлівська волость — адміністративно-територіальна одиниця Слов'яносербського повіту Катеринославської губернії.
Станом на 1886 рік складалася з 2 поселень, 2 сільських громад. Населення — 5567 осіб (2776 чоловічої статі та 2793 — жіночої), 741 дворове господарство.
|                     | Площа, десятин | У тому числі орної, дес. |
| ------------------- | -------------- | ------------------------ |
| Сільських громад    | 14651          | 13020                    |
| Приватної власності | —              | —                        |
| Іншої власності     | 240            | 235                      |
| Загалом             | 14891          | 13255                    |

Поселення волості:
- Петропавлівка — колишнє державне село при річці Луганчик за 54 версти від повітового міста, 3457 осіб, 454 двори, церква, школа, 5 лавок, винний погріб, щорічний ярмарок.
- Оріхове — колишнє державне село при річці Луганчик, 2112 осіб, 287 дворів, церква, каплиця, лавка, винний погріб.

За даними на 1908 рік склад волості не змінився. Населення зросло до 10872 осіб (5902 чоловічої статі та 4970 — жіночої), 1470 дворових господарств.
Станом на 1916 року: волосний старшина — Клочков Яків Феодорович, волосний писар — Петровський Іван Андрійович, голова волосного суду — Бугай Ілля Стефанович, виконувач обов'язків секретаря волосного суду — Масик Іван Дмитрович. 